# Darkness (film)
Pour les articles homonymes, voir Darkness.
Pour plus de détails, voir Fiche technique et Distribution.
Darkness ou La Noirceur au Québec, est un film d'horreur américano-espagnol réalisé par Jaume Balagueró, sorti en 2002.

## Synopsis
Une famille originaire des États-Unis s'installe dans une belle maison dans la campagne espagnole, près de Barcelone. La famille est composée du père, Mark, de la mère, Maria, ainsi que de leurs deux enfants : Régina, une jeune fille énergique et active (interprétée par Anna Paquin), et Paul, son petit frère. Maria travaille de nuit comme infirmière dans un hôpital où exerce Albert Rua, le père de Mark.
Leur nouvelle demeure fut le théâtre d'un drame survenu quarante ans plus tôt : sept enfants furent amenés de force dans la maison, et on ne retrouva pas les corps de six d'entre eux. Le septième, ramené par la police, errait dans les bois, traumatisé et en état de choc. Il tint des propos incompréhensibles et l'affaire fut classée sans suite.
Peu après leur arrivée dans la maison, des phénomènes insolites se manifestent : l'électricité se coupe de façon inexplicable, des ombres semblent se déplacer dans l'obscurité, des murmures se font entendre, Mark, le père, semble sombrer dans la paranoïa, et Paul présente des blessures répétées qui inquiètent grandement sa sœur, Régina. Celle-ci, révoltée par l'attitude de résignation et d'aveuglement de sa mère qui semble indifférente aux événements qui se  produisent, prend les devants et finit par découvrir la vérité : le drame qui s'était produit quelque quarante ans plus tôt impliquait Albert Rua, le grand-père, et le garçon retrouvé vivant était en fait Mark. Il s'agissait d'un rituel destiné à amener une ère de ténèbres sur terre, mais le rituel avait échoué. Au cours d'une confrontation dramatique avec le grand-père, Régina se rend compte que celui-ci tente de terminer le rituel inachevé.

## Fiche technique
- Titre : Darkness
- Titre québécois : La Noirceur
- Réalisation : Jaume Balagueró
- Scénario : Jaume Balagueró et Fernando de Felipe
- Dialogues : Miguel Tejada-Flores (dialogues additionnels)
- Production : Carlos Fernández, Julio Fernández, Guy J. Louthan, Antonia Nava, Bob Weinstein, Harvey Weinstein et Brian Yuzna
- Sociétés de production : Castelao Producciones, Dimension Films, Filmax International S.A. et Vía Digital
- Budget : 10,6 millions de dollars (8 millions d'euros)
- Musique : Carles Cases
- Photographie : Xavi Giménez
- Montage : Luis De La Madrid
- Décors : Llorenç Miquel
- Costumes : Eva Arretxe
- Pays d'origine : États-Unis, Espagne
- Langue : Anglais
- Distribution : Filmax, Dimension Films
- Format : Couleurs - 2,35:1 - Dolby Digital EX - 35 mm
- Genre : Fantastique, horreur, thriller
- Durée : 102 minutes
- Budget : 10 millions $
- Dates de sortie[1] : 
  -  Espagne : 3 octobre 2002 (Festival du film de Sitges, Espagne)
  -  France : 18 juin 2003
  -  Belgique : 9 juillet 2003
  -  États-Unis : 25 décembre 2004
- Film interdit aux moins de 12 ans lors de sa sortie en France.

## Distribution
- Anna Paquin : Regina
- Lena Olin : Maria
- Iain Glen : Mark
- Giancarlo Giannini : Albert Rua
- Fele Martínez : Carlos
- Stephan Enquist : Paul
- Fermí Reixach : Villalobos
- Francesc Pagés : le chauffeur dans l'embouteillage
- Craig Stevenson : l'électricien

## Éléments thématiques
Darkness est centré sur un thème simple : celui de l'obscurité, qui remplit l'espace dès que la lumière disparaît. Le film fait de nombreuses fois référence à un symbolisme infernal : ainsi, les décorations des portes de la maison laissent entrevoir des croix inversées durant les événements où l'obscurité s'installe. Il y a aussi, tout au long du film, une allusion à un certain  symbolisme infernal des mains : dans la maison du grand-père, de nombreuses mains sont placées sur des stèles. Il s'agit d'une allusion aux "forces d'en bas" qui tentent de pénétrer dans le monde humain. Ailleurs, on voit une main ensanglantée au milieu d'un cercle. Cette dernière image est d'ailleurs présente dans d'autres films d'épouvante. 
Il est fait usage d'une interprétation  particulière du symbole de l'Ouroboros : celui-ci, dans sa signification usuelle (c'est principalement un symbole de l'Anima Mundi), ne désigne pas le "retour vers le chaos" que lui prête le film. 
Le scénario exploite l'idée selon laquelle les ténèbres envahissent tout de la même façon que la lumière illumine tout à partir d'une simple étincelle. La scène du serpent enroulé autour d'un œuf dans l'appartement d'Albert Rua évoque aussi l'idée de "quelque chose qui doit naître", et qui doit répandre les ténèbres sur la terre entière, à l'image (inversée) de la lumière qui illumine tout à partir d'une étincelle initiale. De ce point de vue, le film développe un thème de nature antéchristique.
Le réalisateur a également inclus un thème récurrent dans son œuvre, et qui lui est cher (La Secte sans nom, Fragiles) : l'enfance martyrisée; les traumatismes de l'enfance peuvent être potentiellement réveillés pour détruire un être adulte, à l'image des ténèbres du passé qui finissent par rattraper le présent. De ce point de vue, le film possède une forte charge émotive. L'une des scènes remarquables du film, d'un point de vue cinématographique, est celle où, dans le métro de Barcelone, l'architecte de la maison, Villalobos, en proie à des remords non résolus, est poursuivi dans un long couloir par l'obscurité qui finit par l'engloutir.
Selon le réalisateur, dans une interview reproduite dans les "extras" de la sortie du film en DVD, les "trois visages" (tres caras) qui jouent un rôle important dans l'histoire sont une référence à Hécate, divinité grecque présentée ici sous un aspect infernal qui la rapproche de son équivalent masculin généralement désigné sous le nom de  Set-Typhon.
La fin tragique appuie l'une des idées que le réalisateur a mis en œuvre dans le scénario pour "figurer" la machinerie des ténèbres en mouvement: à l'image des remords qui, surgis du passé, rattrapent le présent, l'obscurité finit par engloutir tout ce qui existe, malgré les efforts désespérés des protagonistes et, en particulier, de Régina. Dans ce contexte, on notera que le dernier mot prononcé dans le film est l'adverbe "non", pour signifier la victoire finale des forces de négation. En ce sens, "Darkness" s'inscrit dans un courant du romantisme noir, satanisant et pessimiste.

## Autour du film
- Le tournage s'est déroulé à Barcelone (dans la Casa Burés), Lleida et Sant Cugat del Vallès, en Espagne.
- Le cinéaste avait tenté d'engager Natalie Portman pour jouer Regina, avant que le rôle n'échoie à Anna Paquin.
- Durant la période de recherche de financement pour le film, le réalisateur, Jaume Balagueró, avait réalisé un teaser de quelques minutes que l'on retrouve dans le DVD du film, et qui évoquait une ambiance un peu différente, plus violente et intense, selon Balaguero lui-même[3].

## Distinctions
- Nomination au prix du meilleur film, lors du Festival international du film de Catalogne en 2002.
- Nomination au prix du meilleur film, lors du festival Fantasporto en 2003.
- Nomination au Prix Goya du meilleur son (Salva Mayolas, Dani Fontrodona et Marc Orts) en 2003.